# Martin Shkreli
Martin Shkreli, född den 17 mars 1983 i Brooklyn, New York, USA, är en amerikansk affärsman och entreprenör. 
Shkreli är medgrundare till hedgefonderna Elea Capital, MSMB Capital Management och MSMB Healthcare, medgrundare och tidigare VD för läkemedelsföretagen Retrophin och Turing Pharmaceuticals, samt före detta VD för startup-företaget Gödel Systems, som han medgrundade i augusti 2016.
I september 2015 bemöttes Shkreli av omfattande kritik efter att Turing Pharmaceuticals erhållit tillverkningslicensen för det antiparasitära läkemedlet Daraprim, varefter de höjde priset med 5 455% (från 13,50 USD till 750 USD per tablett).
2017 åtalades och dömdes Shkreli i federal domstol för två fall av värdepappersbedrägeri, samt ett fall av sammansvärjning för aktiviteter orelaterade till prishöjningen av Daraprim. Han dömdes till sju års fängelse och upp till 7,4 miljoner dollar i böter, samt 64,6 miljoner dollar i böter att betala till offren efter en ytterligare dom för monopolmissbruk (engelska: antitrust (monopoly abuse)). Den 18 maj 2022 frigavs Shkreli i förtid från ett federalt lågsäkerhetsfängelset i Allenwood, Pennsylvania.